# Rousettus linduensis
Rousettus linduensis — вид рукокрилих, родини Криланових.

## Поширення, поведінка
Цей вид відомий тільки з чотирьох зразків, зібраних в болотяному лісі в центральному Сулавесі, Індонезія.